# Siemion Łobow (admirał)
Siemion Michajłowicz Łobow, ros. Семен Михайлович Лобов (ur. 15 lutego?/28 lutego 1913 we wsi Smolnikowo w guberni moskiewskiej, zm. 12 lipca 1977 w Moskwie) – radziecki dowódca, admirał floty.
W czasie II wojny światowej był dowódcą niszczyciela. W latach 1964–1972 dowodził Flotą Północną, następnie do śmierci był zastępcą szefa Sztabu Generalnego Sił Zbrojnych ZSRR do spraw Marynarki Wojennej.
28 lipca 1970 awansowany do stopnia admirała floty.